# 涙のチカラ
「涙のチカラ」（なみだのチカラ）は、日本のデュオ・花*花のメジャー6作目（通算12作目）のシングル。

## 概要
- 前作「愛を少し語ろう」から約5ヶ月ぶりのシングル。
- 表題曲はNHK『みんなのうた』の放送曲の他、NHK総合『サタデースポーツ』と『サンデースポーツ』のエンディングテーマ、『全国女子駅伝』イメージソングと計4番組のタイアップに起用された。『みんなのうた』への起用は「赤い自転車」以来8作ぶりとなった。
- 表題曲のみでカップリング曲にはインストゥルメンタルバージョンが収録されなかった。カップリング曲のインストゥルメンタルバージョンが収録されないのはインディーズ期以来となった。

## 収録曲
1. 涙のチカラ
作詞・作曲：おのまきこ
編曲：パパダイスケ
2. 晴れた夜 雨の午後
作詞・作曲：こじまいづみ
編曲：パパダイスケ
3. 涙のチカラ -instrumental-
作曲：おのまきこ
編曲：パパダイスケ
表題曲のインストゥルメンタルバージョン。

## 参加ミュージシャン
花*花
- こじまいづみ：Vocal (#1,2)
- おのまきこ：Vocal (#1,2)、Piano (#1,3)

Support Musician
- パパダイスケ：Acoustic Guitar & Dobro Guitar & Tambourine (#1,3)
- EBBY：Guitar (#1,3)
- 岩永巌：Bass (#1,3)
- 宮田繁男：Drums (#1,3)
- 後藤勇一郎ストリングス：Strings (#1,3)

## タイアップ
- NHK『みんなのうた』2002年2月,3月度放送曲 (#1)
- NHK総合スポーツニュース番組『サタデースポーツ』エンディングテーマ (#1)
- NHK総合スポーツニュース番組『サンデースポーツ』エンディングテーマ (#1)
- NHK総合スポーツ中継番組『全国女子駅伝』イメージソング (#1)

## 収録アルバム
- リンゴとクローバー (#1)
- ゴールデン☆ベスト シングル・コレクション (#1,2)
- 2×20 (#1)
- みんなのうた 音楽集 (#1)
- NHKスポーツ・テーマ ベスト・コレクション (#1)